# روبرت إيرفين بيركنز
روبرت إيرفين بيركنز هو فلاح وسياسي كندي، ولد في 30 يونيو 1898، وتوفي في 29 أكتوبر 1992. انتخب عضو المجلس التشريعي من ساسكاتشوان.